# خولندره (استان ماسوویان)
خولندره (به لهستانی:  Holendry) یک روستا در لهستان است که در گمینا ویلگا واقع شده است. خولندره ۶۹ نفر جمعیت دارد.